# Supremo Tribunal Militar
O Supremo Tribunal Militar MHC  (1875 — 2003) foi o órgão máximo do sistema de justiça militar em Portugal.
Criado pela reforma judicial de 1875, o Supremo Tribunal Militar foi extinto pela Lei n.º 100/2003, de 15 de Novembro, que aprovou um novo Código de Justiça Militar, o qual apenas prevê a existência de tribunais militares durante a vigência do estado de guerra. Assim sendo, em tempo de paz, o julgamento em última instância de matéria penal militar passou para os tribunais judiciais, nomeadamente para as secções criminais do Supremo Tribunal de Justiça de Portugal.
A 13 de Setembro de 2004 foi feito Membro-Honorário da Ordem Militar de Cristo a "título póstumo".